# Pandalidae
Pandalidae Haworth, 1825 è una famiglia di crostacei decapodi. Sono diffusi in tutti gli oceani. Sono onnivori.

## Descrizione
Se presente, la chela del primo paio di pereiopodi è incompleta e molto piccola.

## Tassonomia
- Anachlorocurtis Hayashi, 1975
- Atlantopandalus Komai, 1999
- Austropandalus Holthuis, 1952d
- Bitias Fransen, 1990
- Calipandalus Komai & Chan, 2003
- Chelonika Fransen, 1997b
- Chlorocurtis Kemp, 1925
- Chlorotocella Balss, 1914b
- Chlorotocus A. Milne-Edwards, 1882
- Dichelopandalus Caullery, 1896
- Dorodotes Spence Bate, 1888
- Heterocarpus A. Milne Edwards, 1881
- Miropandalus Bruce, 1983g
- Notopandalus Yaldwyn, 1960
- Pandalina Calman, 1899b
- Pandalopsis Bate, 1888
- Pandalus Leach, 1814
- Pantomus A. Milne Edwards, 1883
- Parapandalus Borradaile, 1899
- Peripandalus de Man, 1917
- Plesionika Bate, 1888
- Procletes Spence Bate, 1888
- Pseudopandalus Crosnier, 1997
- Stylopandalus Coutière, 1905